# Łukasz Turlej
Łukasz Turlej (ur. 30 stycznia 1986) – polski działacz sportowy, szachista, wiceprezydent Międzynarodowej Federacji Szachowej.
Posiada tytuł kandydata na mistrza, uprawnienia instruktorskie oraz tytuł organizatora klasy międzynarodowej.
Był wiceprezesem Zarządu Polskiego Związku Szachowego (2017–2018), od 2018 jest członkiem Zarządu Polskiego Związku Szachowego. W latach 2012–2014 był członkiem Zarządu Głównego Akademickiego Związku Sportowego. Od 2018 jest wiceprezydentem Międzynarodowej Federacji Szachowej. W 2019 został prezesem Klubu Szachowego „HETMAN” w Katowicach.
Był dyrektorem wielu turniejów szachowych m.in.:
- Akademickie Mistrzostwa Polski w latach 2011–2014,
- Mistrzostwa Polski Kobiet w 2013,
- Mistrzostwa Polski w 2013,
- Drużynowe Mistrzostwa Polski Juniorów – II liga w 2014,
- Turniej Przyjaźni Polsko-Węgierskiej,
- Akademickie Mistrzostwa Świata w Szachach w 2014,
- Drużynowe Mistrzostwa Polski w 2014,
- Mecz Reprezentacji Olimpijskich, Polska-Węgry w 2016,
- Półfinał Mistrzostw Polski Juniorów 2016,
- Drużynowe Mistrzostwa Polski Juniorów w 2017,
- Mistrzostwa Polski Młodzików do lat 8 w 2017,
- Mistrzostwa Europy w Szachach Szybkich i Błyskawicznych w 2017.
- Mistrzostwa Świata w szachach szybkich i błyskawicznych w Warszawie w 2021[8]

Był kierownikiem reprezentacji Polski:
- 42. Olimpiada szachowa, Baku 2016[9]
- Akademickie Mistrzostwa Świata, Abu Dabi 2016[10]
- Mistrzostwa Europy Juniorów, Mamaja 2017[11]
- 43. Olimpiada szachowa, Batumi 2018[12]